# Gleysol
Gleissolo é uma ordem caracterizada por solos formados em ambiente de prolongado encharcamento suficiente para propiciar a redução e remoção do ferro e, por consequência, conferir ao solo usualmente coloração acinzentada. As feições geomorfológicas de ocorrência do Gleissolo englobam depressões, terraços fluviais, planícies, e várzeas, sendo esses inundáveis; é usual a ocorrência de um alto teor de matéria orgânica devido à decomposição limitada pela anoxia.

## Critérios
Para a categorização de um solo como gleissolo, é necessária a existência de um horizonte glei, sendo esse definido pelos seguintes critérios: 
1. Constituído por material de qualquer classe textural;
2. Cores neutras ou acinzentadas indicando um ambiente redutor causado pelo alagamento prolongado do solo;
3. Presença ou não de mosqueados na zona de oscilação do lençol freático; 
4. Estrutura inexistente ou massiva;
5. Presença ou não de plintita e/ou petroplintita em proporção inferior à 15%.
Além dos critérios acima, é necessário também que o horizonte glei atenda às seguintes exigências:
6. Ter espessura maior do que 15 cm;
7. Iniciar-se dentro de 50 cm a partir da superfície do solo; ou iniciar-se entre 50 e 150 cm quando está embaixo de horizonte A, ou horizonte E, ou horizonte Hístico.

## Gleização
O processo de gleização implica na manifestação de cores acinzentadas, azuladas ou esverdeadas, causadas pela redução do ferro, esta é promovida por micro-organismos estimulados pelo ambiente anóxico gerado no alagamento permanente ou intermitente. Ademais, a redução e solubilização de ferro torna suscetível a translocação e reprecipitação de seus compostos no perfil do solo. 
Dentre outras superfícies geomórficas, gleissolos (bem como neossolos flúvicos) são encontrados também em áreas de nascentes, locais na onde a alta saturação de umidade sujeita o solo ao hidromorfismo.

## Subordens
1. Gleissolo Tiomórfico
Exibem expressiva concentração de sais de enxofre, usualmente por influência de águas marinhas. Englobam solos de mangues e outros próximos.
2. Gleissolo Sálico
Exibem expressiva concentração de sais solúveis, usualmente por influência de águas marinhas ou por estarem sob região semi-árida.
3. Gleissolo Melânico
Incorpora aqueles cujo horizonte glei está abaixo de horizontes com expressivo teor de matéria orgânica (horizonte húmico, ou hístico, ou proeminente, ou chernozêmico). São frequentes em zonas de transição com Organossolos.
4. Gleissolo Háplico
Incorpora aqueles cujo horizonte glei está abaixo de horizontes mais claros.

## Galeria

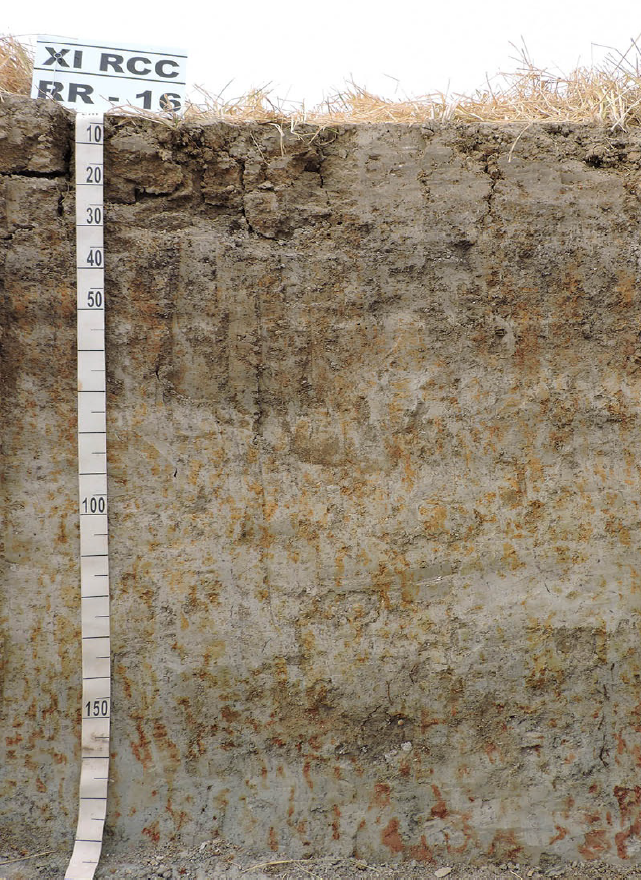
Gleissolo Háplico (Sistema Brasileiro de Classificação de Solos, 2018)
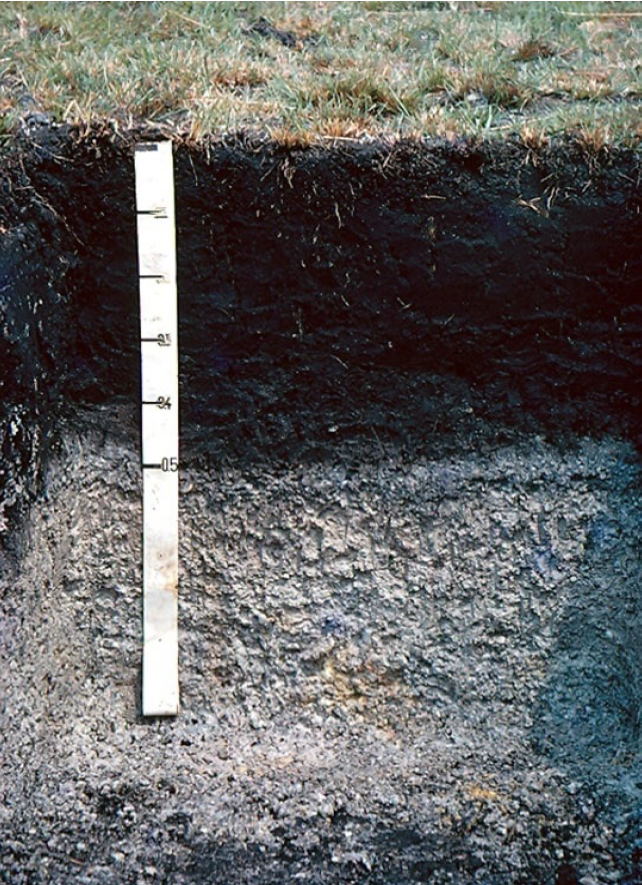
Gleissolo Melânico (Sistema Brasileiro de Classificação de Solos, 2018)
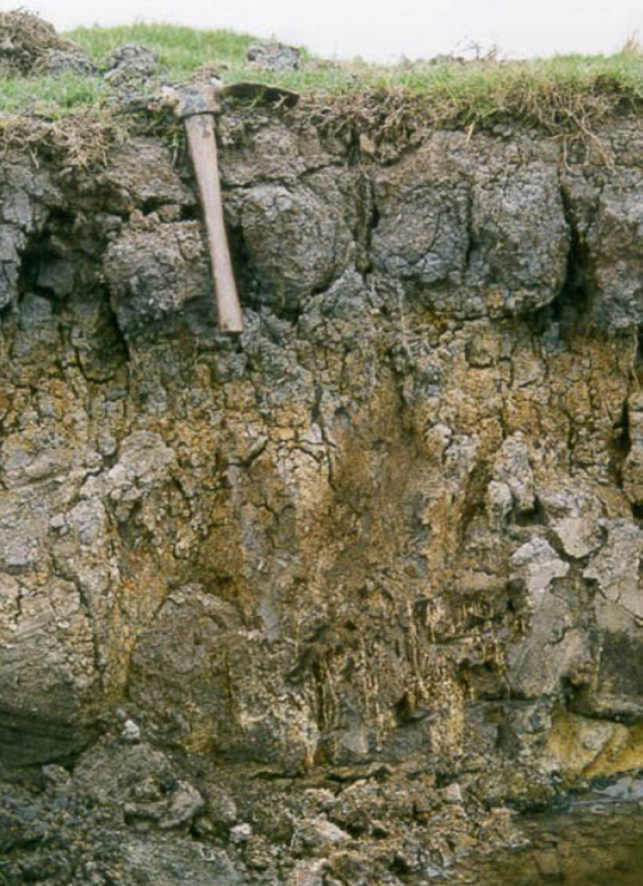
Gleissolo Sálico (Sistema Brasileiro de Classificação de Solos, 2018)
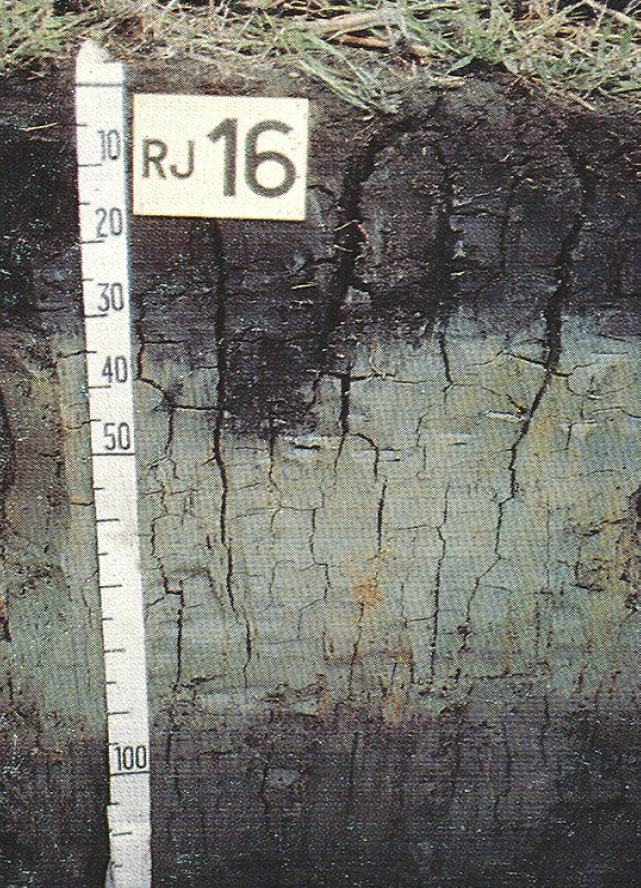
Gleissolo Tiomórfico (Sistema Brasileiro de Classificação de Solos, 2018)